# Белобородов, Константин Григорьевич
Константи́н Григо́рьевич Белоборо́дов (29 июля [11 августа] 1908, Котельничский уезд, Вятская губерния — 23 февраля 1939, Москва) — советский политический деятель; секретарь ЦК ВЛКСМ (1937—1938).

## Биография
Родился в 1908 году в деревне Чибенки в крестьянской семье. В 1923—1926 годы — ученик в Даровском сельпо; в 1924 году вступил в комсомол.
С января 1925 по февраль 1926 года учился на курсах при Котельнической уездной школе советского и партийного строительства, в последующем — на комсомольской работе:
- в Котельничском уезде: заместитель секретаря, секретарь Даровского волостного комитета комсомола; с 1928 года — заместитель секретаря, секретарь уездного комитета комсомола, председатель Бюро юных пионеров (с 1929). В 1929 году принят в ВКП(б)[2][3];
- в Нижегородском / Горьковском крае: секретарь Котельничского окружного комитета (1929—1930), секретарь Семёновского райкома (1930—1931); заведующий Деревенским отделом (1931—1932), Организационным отделом (1932—1933) краевого комитета комсомола; 2-й секретарь (1933), 1-й секретарь (1933—1937) краевого комитета комсомола[2][3].

Одновременно был кандидатом в члены бюро Котельничского окружного комитета ВКП(б) (1930), членом бюро Семёновского райкома ВКП(б) (1930—1931), членом ЦК ВЛКСМ с 21 апреля 1936.
26 января—10 февраля 1934 года делегат XVII съезда ВКП(б).
С 28 августа 1937 по 15 сентября 1938 года — секретарь ЦК ВЛКСМ.
Избирался депутатом (от Таджикской ССР) Совета Национальностей Верховного Совета СССР 1-го созыва (1937—1939); делегат (от Горьковской краевой парторганизации, с совещательным голосом) XVII съезда ВКП(б) (1934).
7 июня 1938 года был арестован органами НКВД. 22 февраля 1939 года Военной коллегией Верховного суда СССР по обвинению в участии в контрреволюционной террористической организации приговорён к высшей мере наказания; расстрелян на следующий день. Прах — в общей могиле Донского кладбища.
21 июля 1956 года реабилитирован Военной коллегией Верховного суда СССР.

## Адреса
- в Москве — Дом правительства (ул. Серафимовича, д. 2., кв. 406)[3][1].

## Комментарии
1. ↑  Деревня Чибенки (в ряде источников — Чебенки[2][3]), относившаяся к Рязановской, затем — к Даровской волости Котельнического уезда, в последующем входила в состав Даровского сельсовета / поссовета Даровского района Кировской области; упразднена 29.12.1991[4].